# Wang Huanghou (Wang Mang)

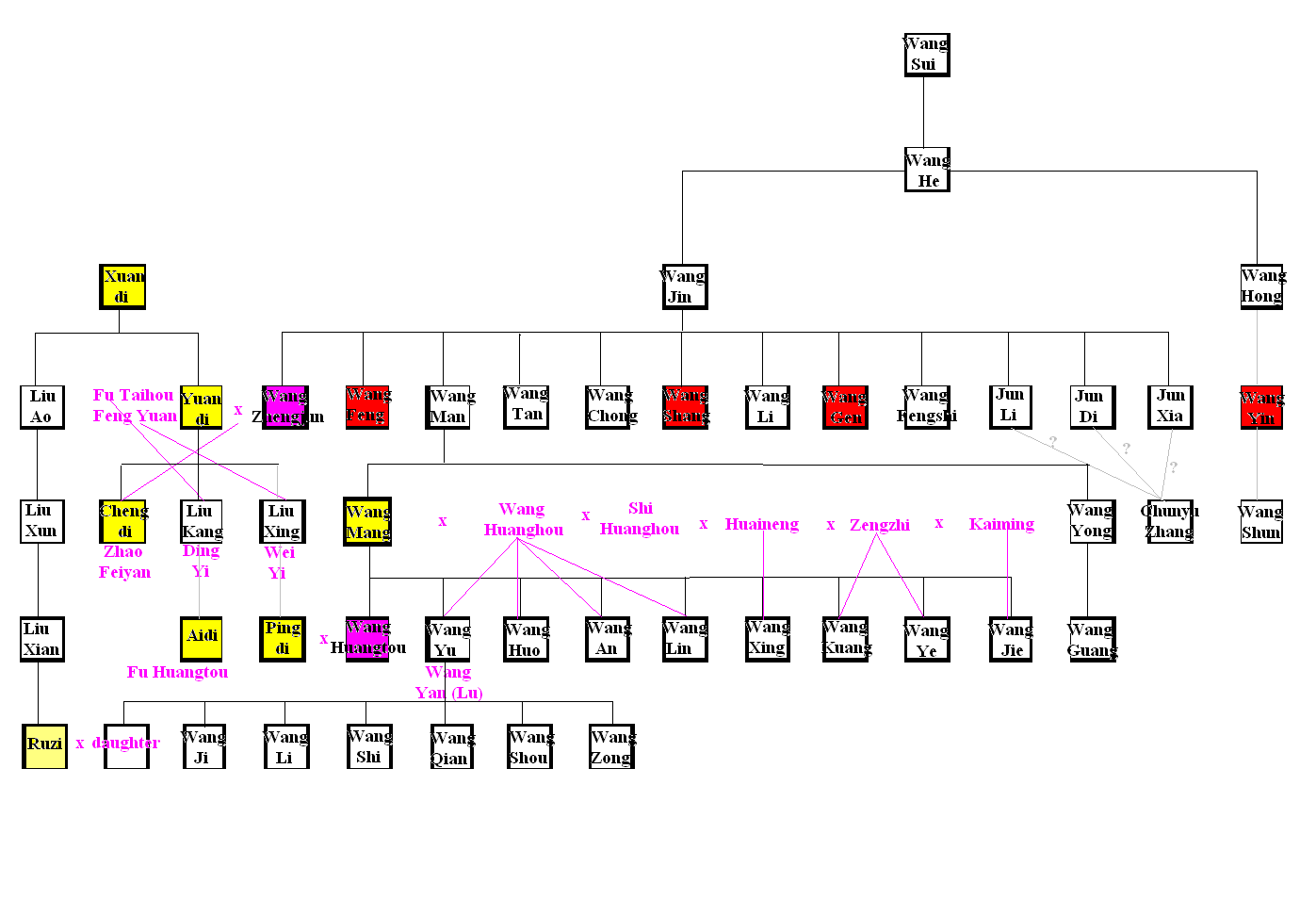
Stamboom van de familie Wang

Wang Huanghou († januari 21 na Chr.) was de eerste echtgenote van de Chinese keizer Wang Mang. Zij was een dochter van Wang Xian (†12 v.Chr., geen directe familie van Wang Mang). Haar persoonlijke naam is niet overgeleverd, Wang Huanghou betekent 'Keizerin Wang'. Zij staat ook bekend onder haar postume naam Xiaomu Huanghou.

## Biografie
Zij was al getrouwd met Wang Mang toen hij nog geen staatsambt bekleedde. Uit het huwelijk zijn minstens vijf kinderen geboren, waaronder vier zonen, Wang Yu, Wang Huo, Wang An en Wang Lin. Van de dochter is de persoonlijke naam niet overgeleverd, maar omdat zij de echtgenote van keizer Ping werd, staat ook zij bekend als Wang Huanghou.
Ban Gu heeft in juan 99 van zijn Boek van de Han een anekdote doorgegeven over de zuinigheid van Wang Mang waar zijn vrouw mee te maken kreeg. Toen Wang Qu, de moeder van Wang Mang ziek was, kwamen echtgenotes van hoogwaardigheidsbekleders bij haar op bezoek om haar beterschap te wensen. Zij werden ontvangen door de vrouw van Wang Mang, die gekleed was in kleding die niet tot aan de grond reikte en waar ze een schort van linnen overheen droeg. Hierdoor dachten de bezoekers dat ze te maken hadden met een dienstmeisje en werden zo bij navraag in grote verlegenheid gebracht.
Hoewel Wang (Huanghou) tot haar overlijden formeel de enige echtgenote van Wang Mang bleef, heeft hij tijdens zijn periode van verbanning uit de hoofdstad Chang'an (5-2 v.Chr.) minstens drie concubines gehad, Zengzhi, Huaineng en Kaiming. Uit die relaties zijn vier kinderen geboren, twee zonen (Wang Xing en Wang Kuang) en twee dochters (Wang Ye en Wang Jie).
In 9 na Chr., toen Wang Mang keizer werd, werd zijn echtgenote benoemd tot keizerin (Wang Huanghou). Ondertussen had zij twee van haar zonen verloren. Wang Huo werd in 5 v.Chr. door zijn vader tot zelfmoord gedwongen nadat hij een slaaf had gedood. Ook haar oudste zoon, Wang Yu, kreeg in 3 na Chr. van Wang Mang opdracht zelfmoord te plegen na de ontdekking van een samenzwering die hij met zijn zwager Lü Kuan (呂寬) tegen hem had georganiseerd. De keizerin overleed begin 21, nadat ze volgens Ban Gu in juan 99 van zijn Boek van de Han door haar verdriet blind was geworden. De laatste jaren van haar leven werd ze verzorgd door haar zoon, kroonprins Wang Lin. Wang Mang verleende zijn echtgenote in 21 postuum de titel Xiaomu Huanghou ('de Kinderlijk Vriendelijke Keizerin').
Kort na haar dood overleden ook in 21 haar twee overgebleven zonen, Wang An als gevolg van een ziekte en Wang Lin die zelfmoord pleegde toen zijn plan om Wang Mang te doden uitkwam.